# Бимбисара

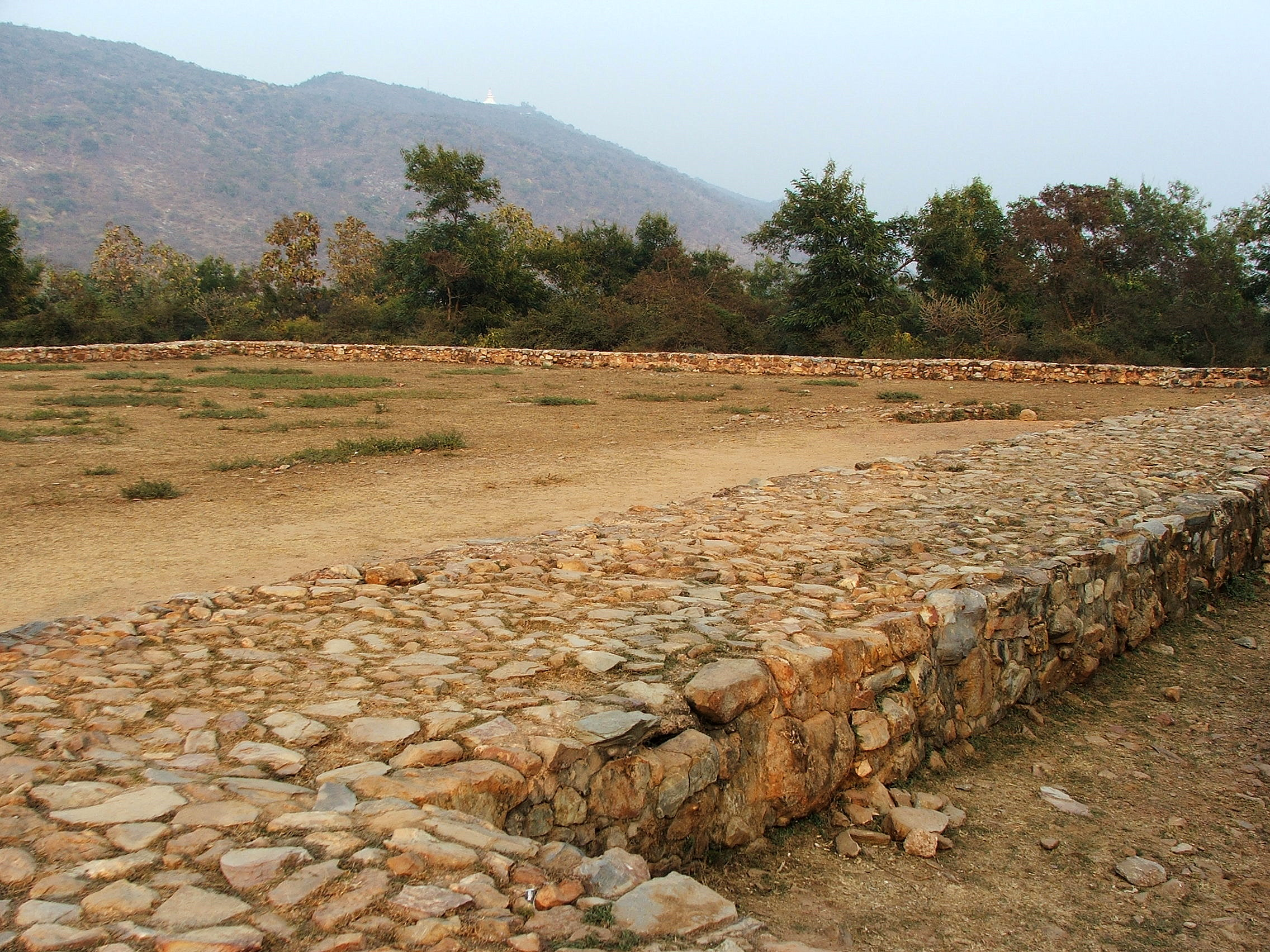
Тюрьма, в которой погиб король Бимбисара, Раджгир

Бимбисара (санскр. बिम्बिसार, 558 до н. э. — 491 до н. э.) — древнеиндийский царь из династии Харьянка, правитель княжества Магадха с 543 года до н. э. по 491 год до н. э.

## Биография
Имя Бимбисары часто встречается в текстах джайнизма и буддизма, упоминается что он был современником Махавиры и Гаутамы Будды. Согласно буддийским писаниям, впервые встретив Будду, Бимбисара стал его сторонником, пожертвовал в пользование монастырь неподалёку от Раджагрихи, и в дальнейшем способствовал развитию буддизма. Считается, что Бимбисара стал сотапанной, достигнув первой стадии Просветления.
Согласно манускриптам джайнизма, король Бимбисара был последователем этого учения.
В целях укрепления своего государства Бимбисара проводил как завоевательную активность, так и приумножал земли посредством выгодных браков. Так, разгромив Брахмадатту, он присоединил к своим землям государство Анга, со столицей в городе Чампе, и назначил наместником своего сына Аджаташатру. Первый брак короля с принцессой королевства Косала принёс ему Варанаси и позволил прекратить вражду между Магадхой и Косалой.
Вторая жена из династии Личчхави была принцессой княжества Вайш. Третья жена была дочерью правителя Мадры.
Знаменитая куртизанка Амбапали из Вайшали родила Бимбисаре сына, который впоследствии стал монахом по имени Вимала Конданнья и достиг архатства.
Согласно легендам, Бимбисара был свергнут своим сыном Аджаташатру, который заморил своего отца голодом в тюрьме Раджагрихи.